# Frederic Schumann
Frederic Theodor Schumann est un guitariste, joueur d’harmonica de verre et compositeur allemand, actif à Londres entre 1760 et 1780.

## Biographie
Schumann arriva à Londres au début des années 1760, attiré, comme nombre de ses compatriotes, par la cour de la Reine Charlotte où il se produisit comme joueur d’harmonica de verre. Il dédicaça son recueil de concertos pour clavecin op. 4 à la reine.

## Œuvres
Son œuvre contient principalement des pièces pour guitare, ainsi que des œuvres pour clavecin (op. 4 et 5) qui jouèrent un certain rôle dans les balbutiements du quatuor à clavier.
- 4 Concertos, op. 4 (pour clavecin, 2 violons & violoncelle ; éd. Londres, vers 1769)
- 6 Sonates, op. 5 (pour clavecin ou pianoforte, 2 violons & violoncelle ; éd. Londres, vers 1770)

## Biographie
- R. Kidd, The Emergence of Chamber Music with obbligato keyboard in England, Acta Musicologica, XLIV, 1972, p. 138.